# Retiboletus
 (novembre 2013).
Si vous disposez d'ouvrages ou d'articles de référence ou si vous connaissez des sites web de qualité traitant du thème abordé ici, merci de compléter l'article en donnant les références utiles à sa vérifiabilité et en les liant à la section « Notes et références ».
Genre
Retiboletus est un genre de champignons de la famille des Boletaceae dont la particularité est un goût amer dû à la présence de métabolites secondaires particulier : les rétipolides.

## Taxinomie
Retiboletus Binder & Bresinsky 2002[réf. incomplète].
Récemment[Quand ?] reconnu commedistinct du genre Boletus[réf. nécessaire]. 

## Description
Le sporophore produit un groupe unique de composés buténolides appelé les rétipolides[réf. incomplète] qui sont responsables du goût amer et la couleur jaune intense de la chair. 
Stipes ostensiblement réticulés.[réf. nécessaire]
Sporée brun olive. Les spores sont fusiformes, lisses.[réf. nécessaire]

## Habitat
Zones tempérées du Nouveau Monde,  Japon, régions néotropiques montagnardes. Costa Rica et Belize
Mycorhizes avec les arbres de la famille des Fagaceae.

## Liste d'espèces
Selon Catalogue of Life (19 novembre 2013) :
- Retiboletus flavoniger
- Retiboletus griseus
- Retiboletus nigerrimus
- Retiboletus ornatipes
- Retiboletus retipes
- Retiboletus vinaceipes

Selon Index Fungorum (19 novembre 2013) :
- Retiboletus flavoniger (Halling, G.M. Muell. & L.D. Gómez) Manfr. Binder & Halling 2002
- Retiboletus griseus (Frost) Manfr. Binder & Bresinsky 2002
- Retiboletus nigerrimus (R. Heim) Manfr. Binder & Bresinsky 2002
- Retiboletus ornatipes (Peck) Manfr. Binder & Bresinsky 2002
- Retiboletus retipes (Berk. & M.A. Curtis) Manfr. Binder & Bresinsky 2002
- Retiboletus vinaceipes B. Ortiz, Lodge & T.J. Baroni 2007

Selon NCBI (19 novembre 2013) :
- Retiboletus griseus
- Retiboletus nigerrimus
- Retiboletus ornatipes